# Classe Denver
La classe Denver fut une classe de croiseur protégé construite pour la marine américaine au début du XXe siècle. Elle doit son nom à la ville de Denver (Colorado).

## Les unités de la classe
| Nom                                  | Lancement         | Service effectif | Chantier naval                                               | Fin de carrière                            | Photo |
| ------------------------------------ | ----------------- | ---------------- | ------------------------------------------------------------ | ------------------------------------------ | ----- |
| USS Denver (C-14) (PG-28/CL-16)      | 21 juin 1902      | 17 mai 1907      | Neafie & Levy de Philadelphie États-Unis                     | vendu le 13 septembre 1933                 |       |
| USS Des Moines (C-15) (PG-29/CL-17)  | 20 septembre 1902 | 5 mars 1904      | Chantier naval Fore River de Quincy Massachusetts États-Unis | vendu pour démolition le 11 mars 1930      |       |
| USS Chattanooga (C-16) (PG-30/CL-18) | 7 mars 1903       | 11 octobre 1904  | Crescent Shipyard de Elizabth États-Unis                     | vendu le 8 mars 1930                       |       |
| USS Galveston (C-17) (PG-31/CL-19)   | 23 juillet 1903   | 15 février 1905  | William R. Trigg Company de Richmond États-Unis              | vendu pour démolition le 13 septembre 1933 |       |
| USS Tacoma (C-18) (PG-32/CL-20)      | 2 juin 1903       | 30 janvier 1904  | Union Iron Works de San Francisco États-Unis                 | vendu le 5 septembre 1924                  |       |
| USS Cleveland (C-19) (PG-33/CL-21)   | 28 septembre 1901 | 2 novembre 1903  | Chantier naval Bath Iron Works de Bath États-Unis            | vendu pour démolition le 7 mars 1930       |       |

## Conception
L'épaisseur de la ceinture était de 64 millimètres au milieu du navire et de 25 millimètres aux extrémités. Deux canons de 127 millimètres étaient sur des supports ouverts et les 8 autres en casemates.

## Caractéristiques  générales
- Déplacement : 3 514 tonnes (pleine  charge)
- Longueur : 94,13 m
- Largeur : 13,41 m
- Tirant d'eau : 4,80  à 5,10 m
- Rayon d'action : 7 000 miles à 10 nœuds
- Propulsion : 2 hélices (6 chaudières Babcok & Wilcox)
- Combustible : 675 à 700 tonnes de charbon
- Equipage': 339 hommes
- Blindage : pont = 64 mm
ceinture = 25 mm
casemate = 44 mm